# Simfonia núm. 29 (Mozart)
La Simfonia núm. 29 en la major K. 201 (K. 186a), és una simfonia de Wolfgang Amadeus Mozart composta el 1774. Juntament amb la Simfonia núm. 25, són les més conegudes de les primeres simfonies. Stanley Sadie el caracteritza com a "... amb una combinació d'un intimista estil de música de cambra amb moments impulsius i ardents."
La simfonia segueix l'estructura clàssica de 4 moviments:
1. Allegro moderato
2. Andante
3. Menuetto: Allegretto. Trio
4. Allegro con spirito

A Catalunya no es va estrenar fins al 21 d'abril de 1931 al Palau de la Música de Barcelona interpretat per l'Orfeó Català.

## Comentari a l'obra
- El primer moviment està en la forma sonata, amb un tema principal elegant caracteritzat per una octava i passatges de trompes ambiciosos.
- El segon moviment està escrit per a cordes amb sordina i l'ús limitat del vent, i també té la forma sonata.
- El tercer moviment, un minuet, està caracteritzat per ritmes amb punt nerviosos i en staccato, i el trio proporciona un contrast molt elegant.
- El quart i darrer moviment és enèrgic. És un altre moviment amb la forma sonata en compàs 6/8, i connecta amb el tema principal del primer moviment.